# 音楽の泉
『音楽の泉』（おんがくのいずみ）は、NHKラジオ第1及びNHKワールド・ラジオ日本で放送されるクラシック音楽の専門番組である。

## 概要
1949年9月11日に第1回が放送された。静かな休日の朝をクラシック音楽とともに過ごすという考え方で、半世紀以上クラシック音楽を専門に扱い、現在 放送開始から75年の歴史を有する番組である。NHKラジオのクラシック番組は基本的にFMで放送されるが、『音楽の泉』は数少ない中波の番組である（日本のFM放送が始まったのは1960年代）。番組初期は生放送であった。SP盤時代は、1曲がレコードの2面以上にわたることがあり、2台の再生機を用意して曲を聴きながらディレクターが生で繋いだ。
放送時間は、NHKラジオ第1とNHKワールド・ラジオ日本で毎週日曜日 8:05 - 8:55である。2011年4月から2013年3月まではNHK-FMでも毎週土曜日 6:00 - 6:50にステレオで放送された。その後一度中断していたが、2019年4月8日から同局で再放送が毎週月曜日5:00 - 5:50に放送されるようになった。なお、2022年4月9日より同枠で古楽の楽しみが移動してきた事もあり、再放送の曜日が毎週土曜日に変更された。
2021年4月4日放送分から、らじるらじるの聴き逃しサービスに対応。AMのモノラル版が配信。4月12日FMでの再放送分から、ステレオ版で配信されることになった。

## テーマ曲
番組テーマ曲（オープニング 及び エンディング）は、シューベルト作曲の「楽興の時第3番ヘ短調（D.780-3）」である。当初は中田一次編曲の室内アンサンブルで演奏されたが、長らくエミール・ギレリスのピアノ演奏が使われてきた。このことにちなみ、アルフレート・ブレンデルの演奏がラストに参照されたことも1980年代にあったが、2020年3月まではアンドラーシュ・シフ演奏のものが使用された。同年4月からはマリア・ジョアン・ピレシュ演奏のものとなった。
テーマ曲と共にアナウンスされる「音楽の泉の時間です。お話は（解説者名）さん」の声は女性アナウンサーである。2019年度までは元NHKアナウンサーの広瀬修子により、「音楽の泉、お話は皆川達夫さんです」とアナウンスされていた。2020年度からNHKアナウンサーの森田美由紀によるアナウンスである。

## 解説（進行役）
- 初代：堀内敬三（1949年 - 1959年）
- 2代目：村田武雄（1959年 - 1988年）
- 3代目：皆川達夫（1988年10月23日 - 2020年3月29日）[注釈 4]
- 4代目：奥田佳道（2020年4月5日 - ）

## 関連文献
- 堀内和夫『「音楽の泉」の人・堀内敬三〜その時代と生涯』（1992年）、芸術現代社、ISBN 978-4874631089